# 吉岡李々子
吉岡 李々子（よしおか りりこ）は、日本の漫画家。高知県在住。

## 人物・エピソード
- 5歳くらいからメガネ大好き。
- 『別冊フレンド』の漫画家であるヒナチなお・杏巣マココとは仲が良い。隙あらば賭けを3人でやり、楽しんでいる、と『彼はトモダチ』2巻、「オマケノ、ペエジ」で語っている。
- 『彼はトモダチ』3巻、「オマケノ、ペエジ。」によると、眼鏡屋に行けたらしく、佐々本佳連の眼鏡を変えたらしいが、描きにくかったため、再度変更したらしい。

## 主な作品
- キエナイ、オモイ。（『別冊フレンドDX ザ・別フレ』2006年9月号、全1巻）
  - ボクラノ、キモチ。（『別冊フレンド増刊』2006年10月号）
  - キミヲ、マッテル。（『別冊フレンドDX ザ・別フレ』2006年11月号）
  - ハツコイノ、ユクエ。（『別冊フレンドDX ザ・別フレ』2007年1月号）
- 99%カカオ（『別冊フレンド増刊　別フレ2007』2007年3月号、5月号、7月号、全1巻）
- 彼はトモダチ（『別冊フレンド』2007年10月号 - 2010年3月号、全7巻、完全版全8巻（下記の「PLUS」含む））
  - 彼はトモダチPLUS（『別冊フレンド増刊 別フレ2008』2008年7月号、2009年1月号、3月号、2010年11月号、『別冊フレンド』2010年4月号、『別冊フレンド』2011年3月号、8月号ふろく、限定オリジナルブック（2009年）、全1巻）
- いつも、あなたのことばかり。（『プチコミック増刊』2015年2月号（冬号）、全1巻）
  - だけど、あなたのことばかり。（『プチコミック増刊』2015年6月号（春号））
  - キミだけに恋の罠（『プチコミック増刊』2014年8月号（夏号））
  - もいちどロマンス（『プチコミック』2014年5月号別冊付録）
- キミに小さな嘘ひとつ（『プチプリンセス』2013年8月号 - 2015年4月号、全3巻）
- 白のエデン（『別冊フレンド』2010年5月号[1] - 2011年9月号、全4巻）
- 月と太陽のピース（『別冊フレンド』2011年12月号[2] - 2012年12月号、全3巻）
- この恋、今日の宿題です（『プチコミック』2015年7月号[3] - 9月号、全1巻）
- 婚前レンアイ（『プチコミック』2016年10月号[4] - 12月号[5]、全1巻）
- 元カレと、こんなコトになるなんて（『めちゃコミック』2017年12月1日 - 2019年12月26日[6][7]、全7巻）
- 噂の彼と、恋のヒミツ（『プチプリンセス』2018年Vol.14[8]、2019年Vol.23[9] - 2023年vol.81、既刊1巻）
- 愛したがりの一ノ瀬くん（『めちゃコミック』2023年12月27日[10] - 2025年1月24日[11]、全32話）

### オムニバス単行本
- 涙のちハッピーエンド - 「魔法の卵」収録
- この恋に涙する! - 「恋ノヒビ」収録
- この恋に一途です。 - 「ハツコイノ、ユクエ。」収録
- ヒミツのカレ - 「ボクラノ、キモチ」収録
- やっぱり、純愛! - 「キエナイ、オモイ」収録
- メガネ男子な彼。2 -  - 「彼はトモダチ 番外編―ガラスノ、ヒトミ。―」収録
- あふれる涙　ひたむきな恋 - 「キミヲ、マッテル。」収録
- 原色ツンデレ男子。俺様スウィート - 「彼はトモダチ 番外編」収録
- 100％極甘彼氏！ - 「コドモじゃ、ないの。」収録
- 原色ツンデレ男子。攻めカレ - 「あなたなんて、嫌い。」収録
- 涙100万粒の泣けちゃう恋 - 「99％カカオ ただ好きなだけなのに」収録
- 原色ツンデレ男子。純情カレシ - 「彼はトモダチ 番外編―ミズノノ、キモチ。―」収録
- 泣きたいほど…純愛。 - 「彼はトモダチ 番外編」収録
- キスしたら恋人ですか？ - 「白のエデン 特別編」収録